# Eiga Doraemon Shin Nobita No Uchu Kaitakushi
Eiga Doraemon Shin Nobita No Uchu Kaitakushi (映画ドラえもん 新・のび太の宇宙開拓史) ou Doraemon: O Herói (título em Portugal)  é um filme japonês de anime de 2009. O filme foi lançado dia 7 de março de 2009 nos cinemas japoneses. É o vigésimo nono filme baseado na franquia Doraemon criada por Fujiko Fujio.
É uma refilmagem do filme Doraemon - Nobita no uchū kaitaku-shi de 1981. Este é o primeiro filme lançado durante a celebração do aniversário de 50 anos da TV Asahi. Ele também foi eleito o filme número 1 no Japão entre 9 de março de 2009. Também foi classificado em 4º maior bilheteria de filmes de animação japonesa.

## Enredo
Dois irmãos chamados Roppuru e Morina estavam brincando em um parque. De repente, eles sentem um terremoto no planeta Koya Koya. O grande terremoto estava destruindo todo o planeta. Todo mundo tem que escapar usando um navio gigante; no entanto, um raio repentino danifica. O Professor (pai de Morina) quer consertar a espaçonave, mas antes que possa, outro relâmpago o leva para outra dimensão.
Nobita e seus amigos perdem uma bola e precisam recuperá-la de um grupo de durões jogadores de beisebol. Esses jogadores o perseguem e jogam Nobita em um bueiro.
Enquanto isso, duas criaturas do universo alternativo, Roppuru e Chamii, escapam de um navio inimigo. Enquanto Nobita está dormindo, ele de repente sente um tremor semelhante a um terremoto embaixo dele. Um coelhinho do universo alternativo chamado Chamii abre a porta entre as dimensões usando um martelo. Nobita acorda, enquanto Doraemon ouve alguém roubando comida da geladeira. Isso leva Chamii a ser capturado por Doraemon e Nobita. Ela mostra a eles a passagem que conduz pelo andar de Nobita até a nave espacial. Depois de entrarem na nave, eles veem o planeta Koya Koya e encontram Roppuru (12 anos).
Roppuru leva Nobita até sua amiga Morina, que os ignora. Na próxima visita, Nobita traz seus amigos com ele e eles brincam em um prado. Lá eles são atacados por mineiros que querem cristais da crosta do planeta. Todos eles escapam para sua própria dimensão.
No dia seguinte, Nobita é repreendido por sua mãe por esconder seu papel de teste. Nobita decide escapar temporariamente para o planeta Koya Koya e encontrar Roppuru. Nobita é então sugado para outra dimensão e atinge outro planeta. Lá ele é perseguido por uma nave espacial, apenas para ser salvo por um dos dispositivos de Doraemon.
Na próxima visita, Nobita e Doraemon encontram os mesmos mineiros e entram em uma luta novamente. Os mineiros são derrotados junto com seu navio. Roppuru conta ao povo da cidade sobre Doraemon e Nobita, mas os mineiros pegaram o navio, então não tinham evidências para provar os esforços de Nobita. Os mineiros continuam voltando enquanto Doraemon e Nobita os salvam todas as vezes. Isso faz com que o líder dos mineiros saiba sobre Doraemon e Nobita, planejando uma armadilha para pegá-los e, finalmente, decidir cuidar deles sozinho.
O líder questiona Morina e é forçado a conduzi-lo até Nobita e Doraemon por uma passagem secreta. O líder anexa uma bomba à porta dimensional de forma que qualquer um que a abrir será explodido. As pessoas do planeta Koya Koya são instruídas a deixar o planeta, pois os líderes planejam explodi-lo. Roppuru entra pela porta dimensional e é explodido. No entanto, ele é salvo por Chamii e parte para o resort de mineração.
Por outro lado, a mãe de Nobita manda que ele estude muito e ela chama Doraemon para ficar de olho em Nobita. A porta dimensional se abre de repente e Chammi diz a Nobita que Koya Koya está com problemas.
Nobita e Doraemon passam pela porta enquanto Shizuka foge para chamar Gian e Suneo. Doraemon e Nobita lutam com o robô do Mineiro e, finalmente, alcançam o líder. O botão de destruição é pressionado e o líder foge. Doraemon, Nobita, Roppuru e Morina usam a máquina robótica para levar o dispositivo destrutivo do planeta para o espaço, onde explode. Devido a alguma distorção dimensional, Morina entra em outra dimensão e encontra seu pai. O restante deles pode voltar para casa.

## Elenco

### Dublagem Japonesa
- Doraemon - Wasabi Mizuta
- Nobita Nobi - Megumi Ohara
- Shizuka Minamoto - Yumi Kakazu
- Suneo Honekawa - Tomokazu Seki
- Gian - Subaru Kimura

## Banda sonora
Abertura
- Yume o Kanaete Doraemon (夢をかなえてドラえもん) cantada por MAO;

Encerramento
- Taisetsu ni Suru yo (手をつなごう) cantada por Kou Shibasaki;

Canção de inserção
- 『キミが笑う世界』, cantada por Ayaka Wilson.

## Distribuição
O filme foi exibido pela primeira vez nos cinemas japoneses dia 7 de março de 2009.
Este filme chegou em Portugal através de DVD distribuído pela LUK Internacional com dobragem portuguesa.